# Rettoria di San Ferdinando
La Rettoria di San Ferdinando è il centro pastorale universitario dell'Università commerciale Luigi Bocconi di Milano. La Rettoria comprende una chiesa e degli ambienti per la comunità degli studenti.

## Storia
La Chiesa di S. Ferdinando è stata voluta e donata da Donna Javotte Bocconi Manca di Villahermosa in omaggio alla memoria del suocero Ferdinando Bocconi, fondatore dell'Università Commerciale Luigi Bocconi. Opera dell'architetto Ferdinando Reggiori, fu costruita fra il 1961 ed il 1962 e consacrata dal cardinale Giovanni Battista Montini, poi papa Paolo VI.

## Descrizione
La chiesa, a disposizione della curia di Milano, è aperta al culto per la popolazione residente nella zona, ma soprattutto, svolge la propria missione pastorale nei confronti delle persone (studenti, docenti e personale a vario titolo) legate all'Università Bocconi.
Dietro la chiesa di San Ferdinando, in Piazza Sraffa 6, si trova la palazzina della Rettoria. Vi si trovano alcuni ambienti destinati allo studio, alla formazione culturale e spirituale degli studenti, dei docenti e del personale amministrativo dell'Università Bocconi.